# J't'aimerai quand même
J't'aimerai quand même (укр. «Я все одно тебе кохатиму») — пісня Жана-Жака Гольдмана, записана в 1981 році.  Увійшла до його першого студійного альбому «Démodé».

## Про пісню
Гітарна композиція «J't'aimerai quand même» має характерні рокові елементи тогочасся. Темпову вокальну партію Жан-Жак супроводжує експресивним гітарним награванням та вокально-хоровим заспівом приспіву в пісні. Пісню переспівували: і сам автор, й інші французькі виконавці.

## Фрагмент пісні
Фрагмент пісні (перший куплет і приспів):
Jusqu'au tréfonds de mes veines

Jusqu'aux gouttes de mon sang

Jusqu'aux lourdes portes en chêne

De tous mes châteaux d'enfant

Même si les dieux s'en mêlent

Ou si le diable me prend

Mais que nos âmes s'emmêlent

Dans le grand feu qui m'attend

J't'aimerai quand même